# Lan bích ngọc
Lan bích ngọc (danh pháp hai phần: Cymbidium dayanum) là một loài phong lan.
Cây phân bố từ Ấn Độ đến Đông Nam Á, Trung Quốc, Nhật Bản. Tại Việt Nam, cây có mặt ở các khu vực: Quảng Ninh, Tam Đảo đến Đà Lạt.

## Hình ảnh

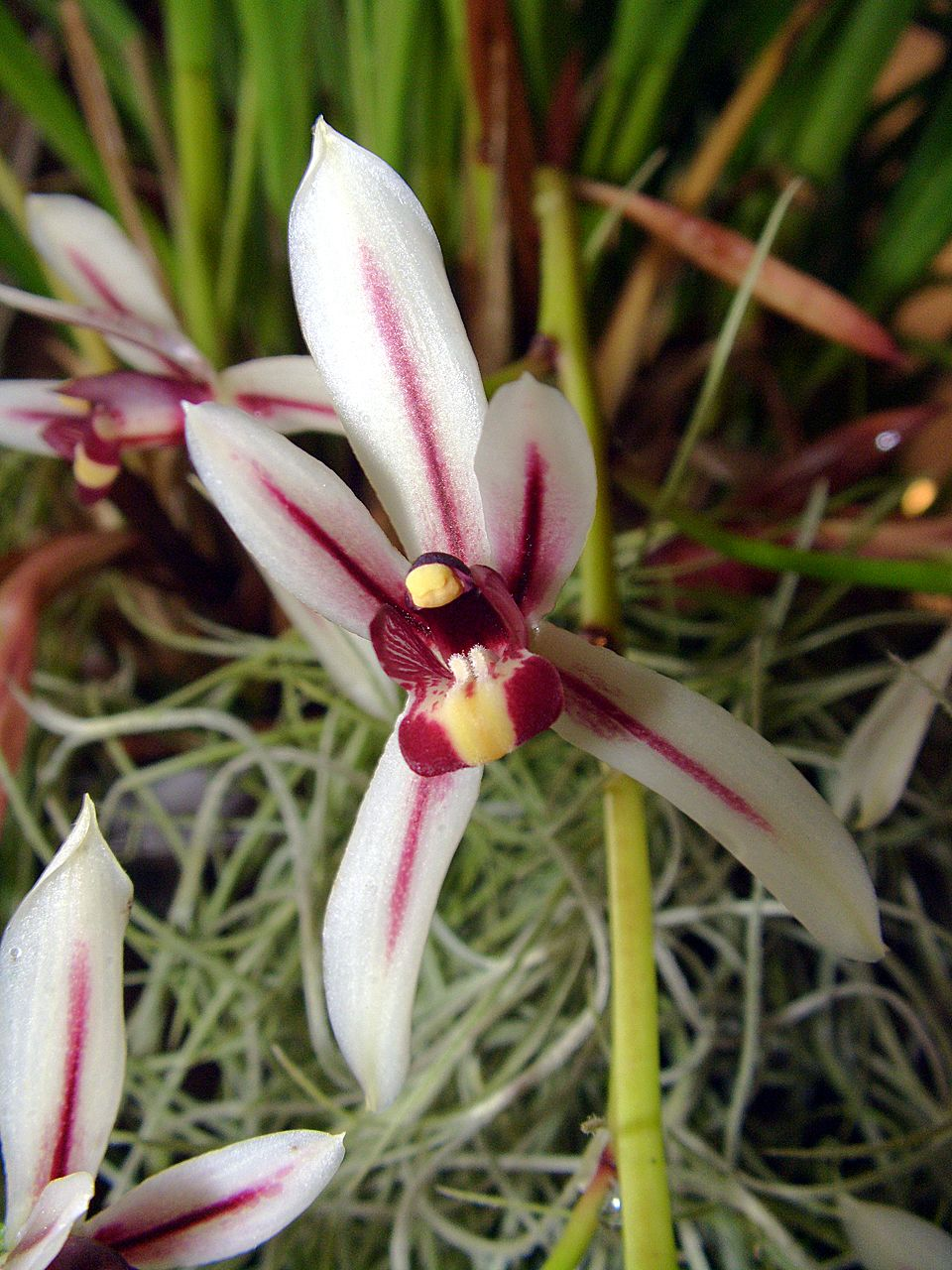
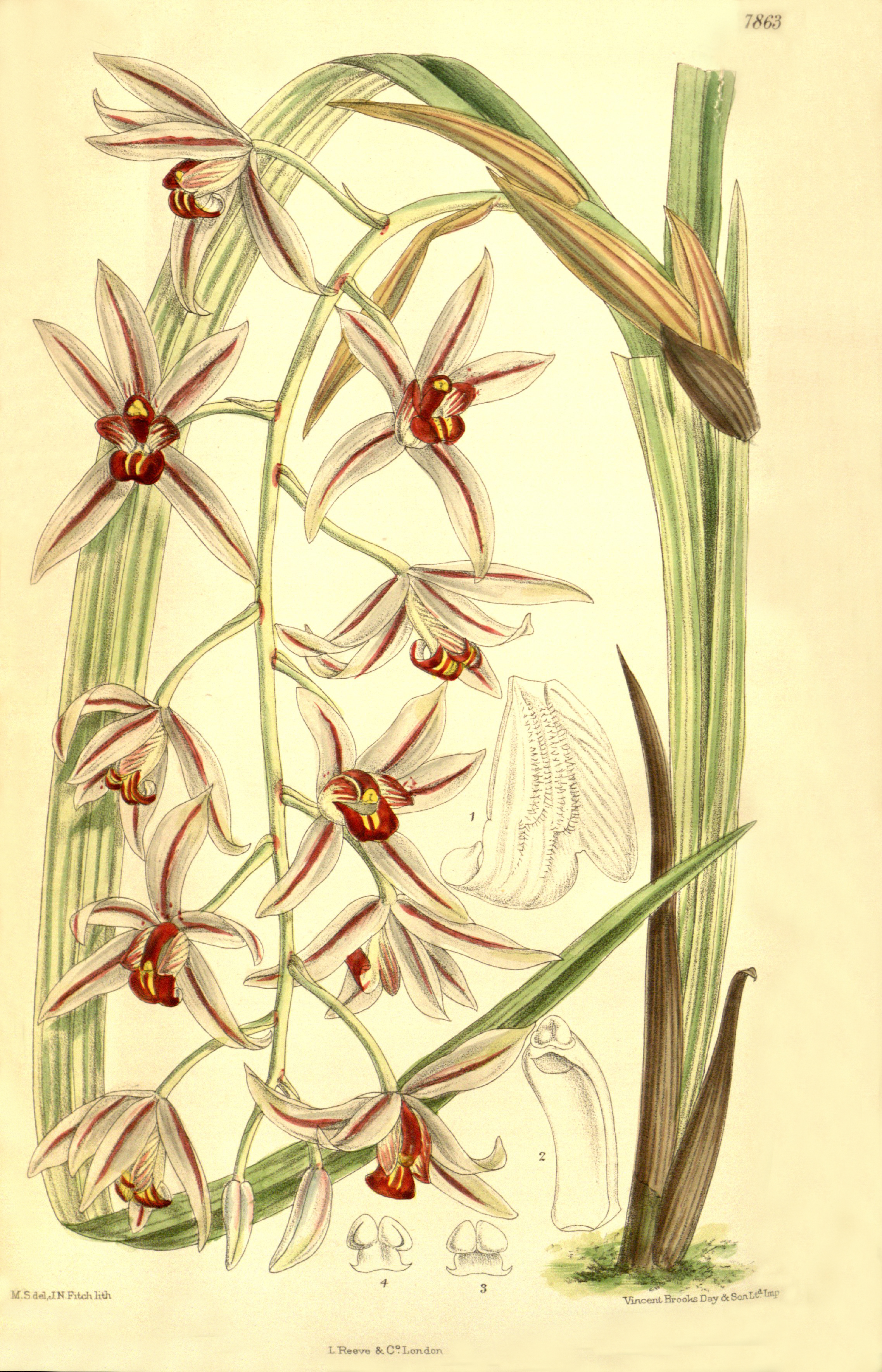
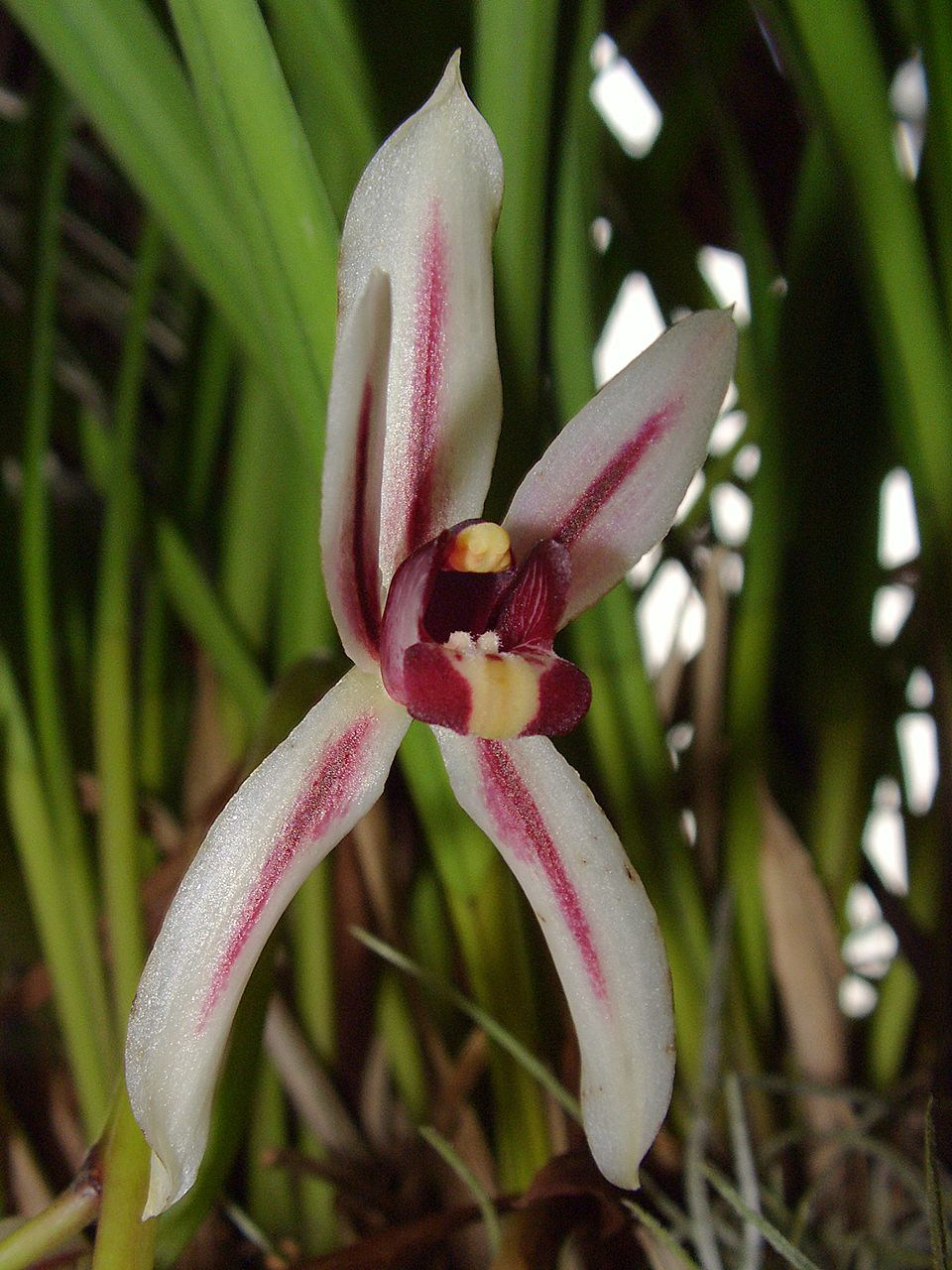
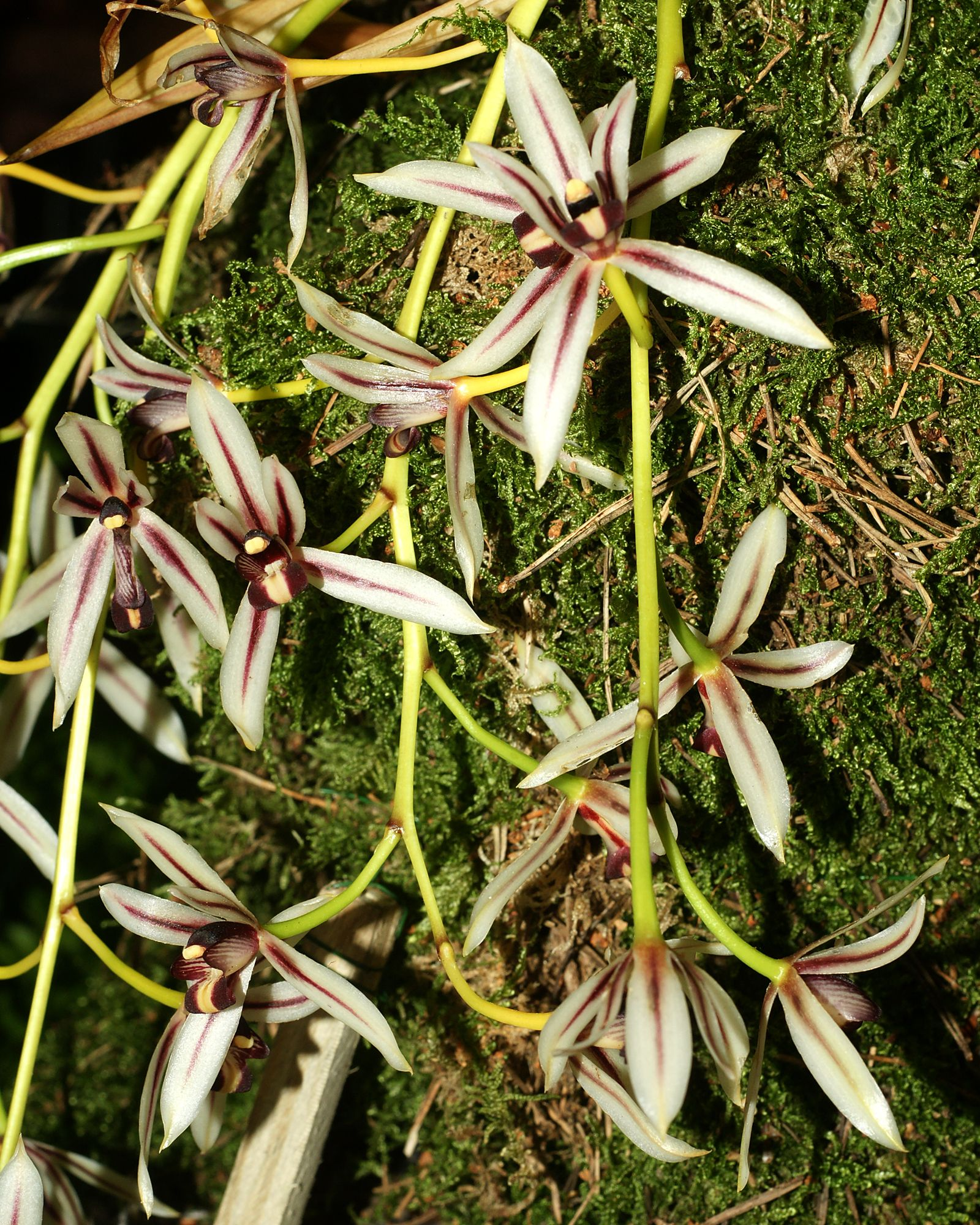